# Voie de signalisation Hippo
Pour les articles homonymes, voir Hippo (homonymie).

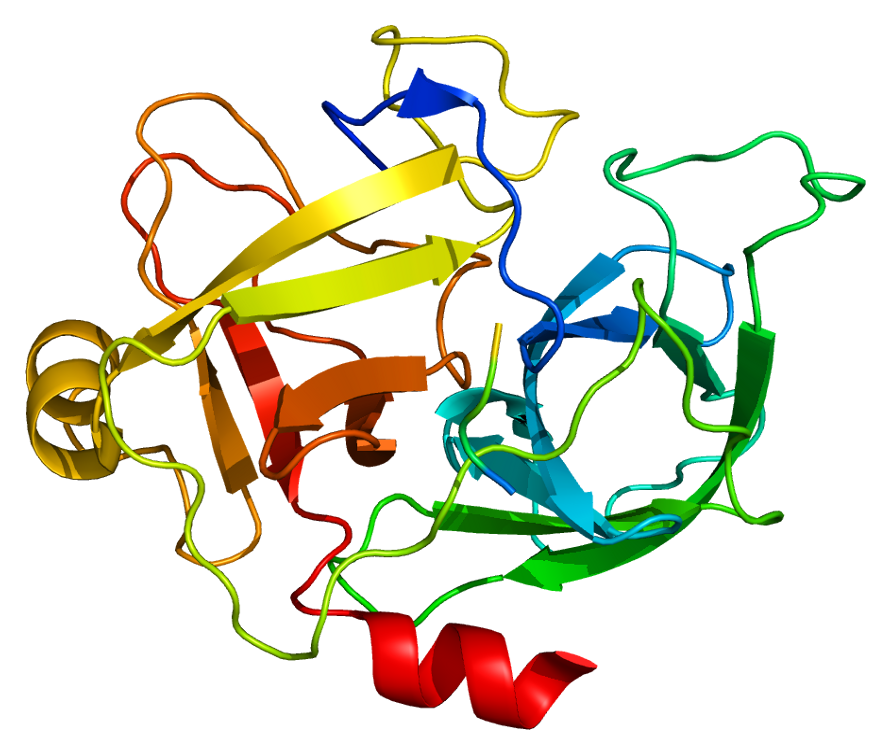
MST1, l'homologue humain de la protéine Hippo, fait partie de la voie de signalisation Hippo chez l'homme

La voie de signalisation Hippo, également connue sous le nom de voie Salvador-Warts-Hippo (SWH), contrôle la taille des organes chez les animaux grâce à la régulation de la prolifération cellulaire et de l'apoptose . La voie tire son nom de l'un de ses principaux composants de signalisation, la protéine kinase Hippo (Hpo). Les mutations de ce gène conduisent à une prolifération tissulaire ou à un phénotype de type « hippopotame ».
La voie de signalisation Hippo semble être hautement conservée . Alors que la plupart des composants de la voie Hippo ont été identifiés chez la drosophile ( Drosophila melanogaster ) à l'aide de cribles génétiques en mosaïque, des orthologues de ces composants (gènes qui fonctionnent de manière analogue dans différentes espèces ) ont par la suite été trouvés chez les mammifères . Ainsi, la délimitation de la voie chez la drosophile a aidé à identifier de nombreux gènes qui fonctionnent comme des oncogènes ou des suppresseurs de tumeurs chez les mammifères.

## Fonctions

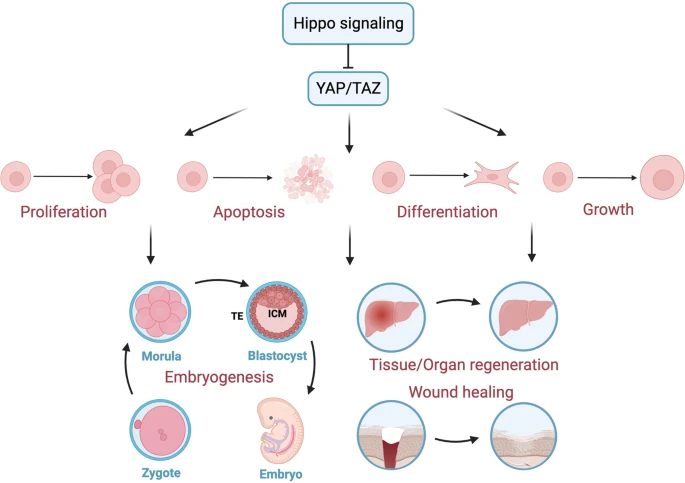
Fonctions essentielles de la voie de signalisation Hippo

Une question fondamentale en biologie du développement est de savoir comment un organe sait quand arrêter de croître après avoir atteint une taille particulière. La croissance des organes repose sur plusieurs processus se produisant au niveau cellulaire, dont la division cellulaire et la mort cellulaire programmée (ou apoptose). La voie de signalisation Hippo est impliquée dans la limitation de la prolifération cellulaire et la promotion de l'apoptose. Comme de nombreux cancers sont marqués par une division cellulaire non contrôlée, cette voie de signalisation est devenue de plus en plus importante dans l'étude du cancer humain. La voie Hippo joue également un rôle essentiel dans l'auto-renouvellement et l'expansion des cellules souches et des cellules souches spécifiques aux tissus.

## Mécanisme

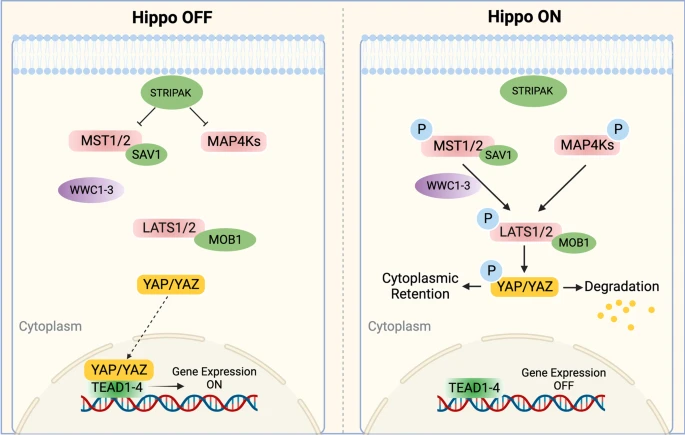
Le complexe STRIPAK en amont régule à la fois les MST1/2 et les MAP4K. MAP4K ou MST1/2 et la protèine SAV1 pourraient phosphoryler LATS1/2 et son échafaudage MOB1 avec l'aide de WWC1-3. Le MOB1 phosphorylé peut également favoriser directement l'activation de LATS1/2 en induisant le changement conformationnel de LATS1/2. La phosphorylation de LATS1/2 empéche YAP/YAZ de se déplacer dans le noyau et de se lier aux facteurs de transcription TEAD1-4

La voie Hippo consiste en une cascade de kinases de base dans laquelle Hpo phosphoryle (drosophile) la protéine kinase Wartz (Wts)., Hpo (MST1/2 chez les mammifères) est un membre de la famille Ste-20 des protéines kinases. Ce groupe hautement conservé de sérine / thréonine kinases régule plusieurs processus cellulaires, y compris la prolifération cellulaire, l'apoptose et diverses réponses au stress. Une fois phosphorylé, Wts ( LATS1/2 chez les mammifères) devient actif. Misshapen (Msn, MAP4K4 / 6/7 chez les mammifères) et Happyhour (Hppy, MAP4K1 / 2/3/5 chez les mammifères) agissent parallèlement à Hpo pour activer Wts,, Wts est une kinase nucléaire liée à la DBF-2. Ces kinases sont des régulateurs connus de la progression, de la croissance et du développement du cycle cellulaire. Deux protéines sont connues pour faciliter l'activation de Wts: Salvador (Sav) et Mob comme suppresseur de tumeur (Mats). Sav (WW45 chez les mammifères) est une protéine contenant un domaine WW, ce qui signifie que cette protéine contient une séquence d' acides aminés dans laquelle un tryptophane et une proline invariante sont hautement conservés. Hpo peut se lier à Sav et la phosphoryler, ce qui peut fonctionner comme une protéine d'échafaudage car cette interaction Hpo-Sav favorise la phosphorylation de Wts. Hpo peut également phosphoryler et activer Mats (MOBKL1A / B chez les mammifères), ce qui permet à Mats de s'associer et de renforcer l'activité kinase de Wts.
Les Wts activés peuvent ensuite continuer à phosphoryler et inactiver le coactivateur transcriptionnel Yorkie (Yki). Yki est incapable de se lier à l'ADN par lui-même. Dans son état actif, Yki se lie au facteur de transcription Scalloped (Sd), et le complexe Yki-Sd devient localisé au noyau. Cela permet l'expression de plusieurs gènes qui favorisent la croissance des organes, tels que la cycline E, qui favorise la progression du cycle cellulaire, et diap1 ( Drosophila inhibitor of apoptosis protein-1), qui, comme son nom l'indique, empêche l'apoptose. Yki active également l'expression du microARN bantam, un régulateur de croissance positif qui affecte spécifiquement le nombre de cellules, Ainsi, l'inactivation de Yki par Wts inhibe la croissance par la répression transcriptionnelle de ces régulateurs pro-croissance. En phosphorylant Yki à la sérine 168, Wts favorise l'association de Yki avec des protéines 14-3-3, qui aident à ancrer Yki dans le cytoplasme et à empêcher son transport vers le noyau. Chez les mammifères, les deux orthologues Yki sont la protéine YAP et le coactivateur transcriptionnel avec motif de liaison PDZ (WWTR1, également connu sous le nom de TAZ). Lorsqu'ils sont activés, YAP et TAZ peuvent se lier à plusieurs facteurs de transcription, y compris p. 73, Runx2 et plusieurs TEAD. YAP régule l'expression de Hoxa1 et Hoxc13 dans les cellules épithéliales de souris et humaines in vivo et in vitro.
Les régulateurs en amont de la cascade de kinases Hpo / Wts incluent la protéine transmembranaire Fat et plusieurs protéines associées à la membrane. En tant que cadhérine atypique, Fat (FAT1-4 chez les mammifères) peut fonctionner comme un récepteur, bien qu'un ligand extracellulaire n'ait pas été identifié. Alors que Fat est connue pour se lier à une autre cadhérine atypique, Dachsous (Ds), lors de la structuration des tissus, on ne sait pas quel rôle Ds a dans la régulation de la croissance des tissus. Néanmoins, Fat est reconnue comme un régulateur en amont de la voie Hpo. Fat active Hpo via la protéine apicale Expanded (Ex; FRMD6/Willin chez les mammifères). Ex interagit avec deux autres protéines apicalement localisées, Kibra ( KIBRA chez les mammifères) et Merlin (Mer; NF2 chez les mammifères), pour former le complexe Kibra-Ex-Mer (KEM). Ex et Mer sont tous deux des protéines contenant un domaine FERM, tandis que Kibra, comme Sav, est une protéine contenant un domaine WW. Le complexe KEM interagit physiquement avec la cascade de kinases Hpo, localisant ainsi la cascade de kinases de base sur la membrane plasmique pour l'activation. Fat peut également réguler Wts indépendamment de Ex/Hpo, par l'inhibition de la myosine Dachs. Normalement, les Dachs peuvent se lier et favoriser la dégradation des Wts.